# الدحلة (أسلم)

تعديل مصدري - تعديل

الدحلة هي إحدى قرى عزلة أسلم الوسط بمديرية أسلم التابعة لمحافظة حجة، بلغ تعداد سكانها 130 نسمة حسب تعداد اليمن لعام 2004.